# 麒麟镇 (海门市)
麒麟镇，原是中华人民共和国江苏省南通市海门区下辖的一个乡镇级行政单位。2012年11月30日撤銷，併入常樂鎮。

## 行政区划
麒麟镇下辖以下地区：
麟北街社区、广南村、麒新村、麒北村、庵宝村、双河村、双乐村、锦程村、长春村和长德村。